# Jerome War Relocation Center
Le Jerome War Relocation Center ou simplement camp Jerome fut l'un des camps d'internement des populations américaines d'origine japonaise pendant la Seconde Guerre mondiale. Il était situé dans le sud-est de l'Arkansas près du village de Jerome. 

## Histoire

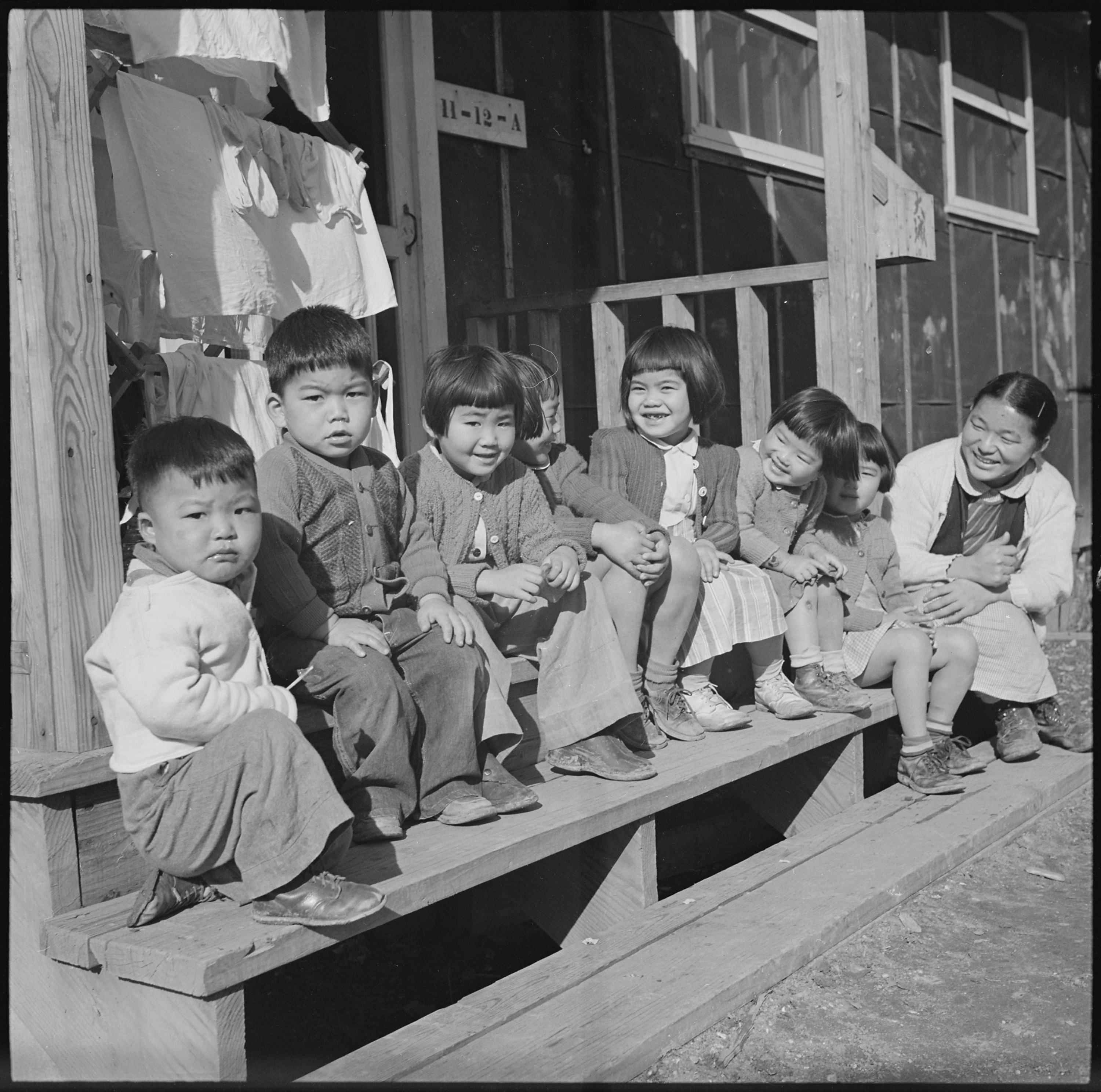
Groupe de jeunes enfants au camp Jerome.

Situé à 190 km au sud-est de Little Rock et environ à 43 km au sud d'un autre camp d'internement, le Rohwer Relocation Center, il fut construit durant l'année 1942 et mis en service en octobre 1942. Couvrant 500 acres répartis sur les deux comtés de Drew et de Chicot, il abrita plus de 610 bâtiments et hébergea les populations d'origine japonaise évacués de Californie et Hawaï. Son maximum de population fut de 8 497 personnes.
Le camp comprenait des bâtiments pour la police militaire, les pompiers, un dispensaire. Bien qu'il fût prévu des emplacements pour une église, des écoles et un magasin, ils ne furent jamais construits.
En juin 1944, le camp fut fermé et fut reconverti en camp de prisonniers pour soldats allemands. 
Il ne reste pas grand-chose du camp d'internement. Un monument de granit situé sur l'US Highway 165 proche le rappelle. 
Le 21 décembre 2006, le président George W. Bush a signé le H.R. 1492 garantissant 38 millions de dollars de fonds fédéraux pour restaurer le Jerome relocation center et neuf autres anciens camps d'internement des populations d'origine japonaise.

## Source
- (en) Japanese-American Internment Sites Preservation sur le site du National Park Service